# Communauté de communes d'Orée de Bercé - Belinois
La communauté de communes d'Orée de Bercé - Belinois est une communauté de communes française, située dans le département de la Sarthe et la région Pays de la Loire. Elle est membre du syndicat mixte du Pays du Mans.

## Historique
La communauté de communes a été créée le 28 décembre 1993 avec neuf communes : Teloché, Guécélard, Moncé-en-Belin, Saint-Ouen-en-Belin, Saint-Biez-en-Belin, Saint-Gervais-en-Belin, Laigné-en-Belin, Marigné-Laillé et Écommoy. Le 1er janvier 2014, Guécélard rejoint la communauté de communes du Val de Sarthe.
Le 1er janvier 2025, les communes de Laigné-en-Belin et Saint-Gervais-en-Belin fusionnent pour constituer la commune nouvelle de Laigné-Saint-Gervais.

## Toponymie
La communauté de communes est nommée ainsi en référence au Belinois, dont font partie la quasi-totalité des communes, et à la forêt de Bercé, qui commence sur la commune de Marigné-Laillé.

## Territoire communautaire

### Géographie
Située au centre  du département de la Sarthe, la communauté de communes d'Orée de Bercé - Bélinois regroupe 8 communes et présente une superficie de 148,2 km2.

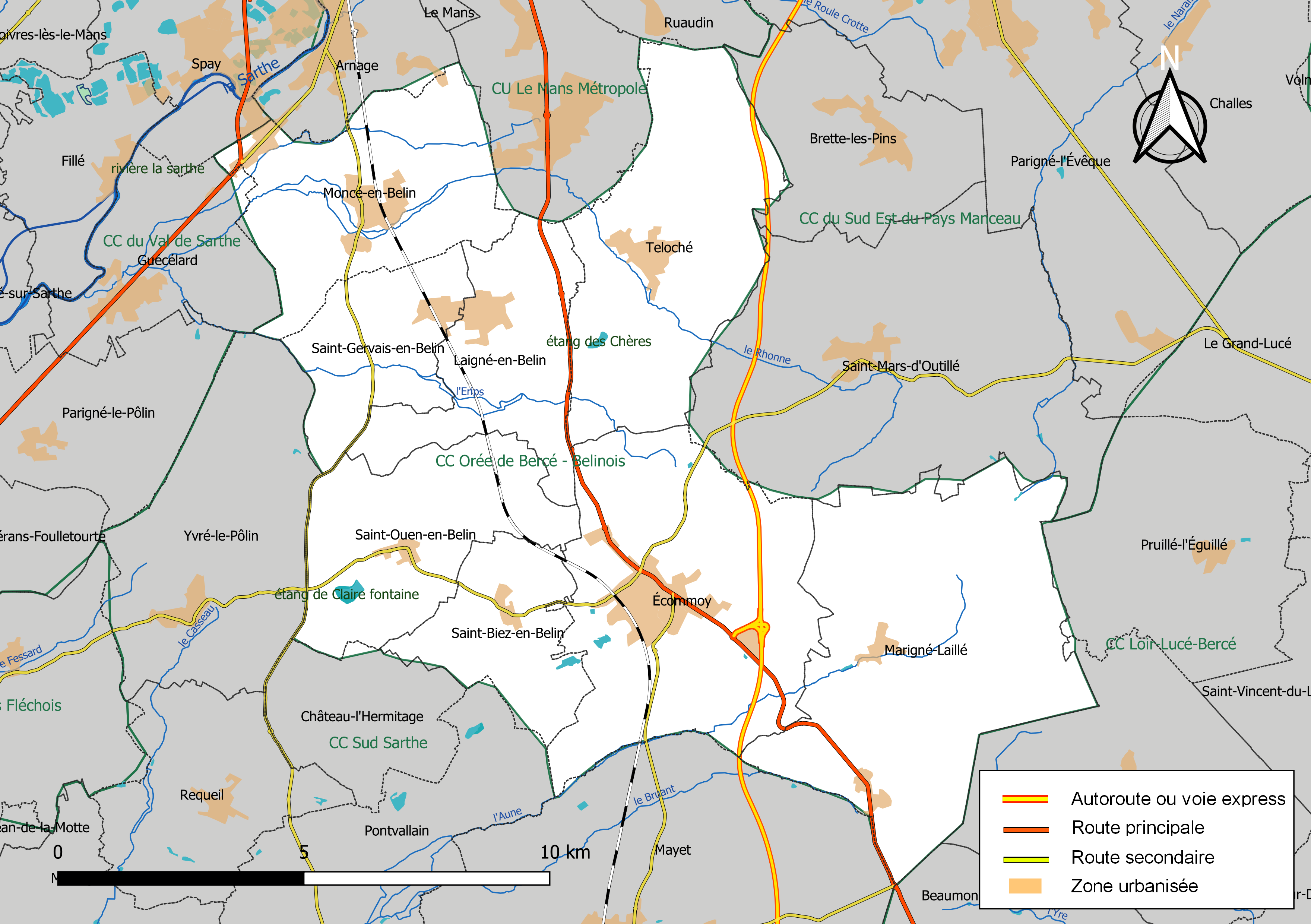
Carte de la communauté de communes d'Orée de Bercé - Bélinois au 1er janvier 2019.

### Composition

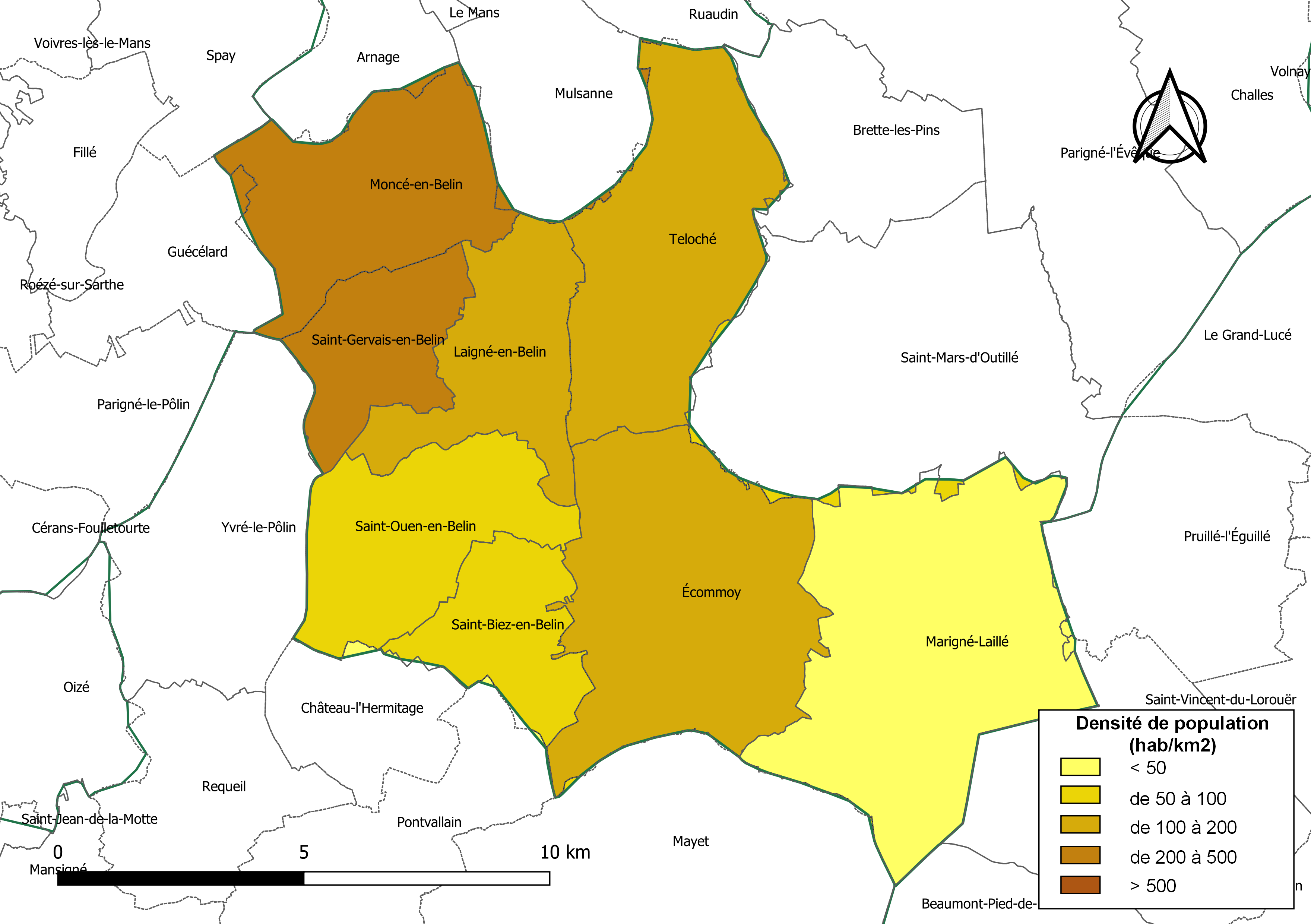
Carte des densités de population (millésimée 2016) des communes de la communauté de communes d'Orée de Bercé - Bélinois. Composition en communes au 1er janvier 2019.

La communauté de communes est composée des 7 communes suivantes :

| Nom                  | Code Insee | Gentilé    | Superficie (km2) | Population (dernière pop. légale) | Densité (hab./km2) |
| -------------------- | ---------- | ---------- | ---------------- | --------------------------------- | ------------------ |
| Écommoy (siège)      | 72124      | Écomméens  | 28,5             | 4 818 (2022)                      | 169                |
| Laigné-Saint-Gervais | 72155      |            | 22,25            | 4 260 (2022)                      | 191                |
| Marigné-Laillé       | 72187      | Marigéens  | 32,73            | 1 618 (2022)                      | 49                 |
| Moncé-en-Belin       | 72200      | Moncéens   | 17,49            | 3 699 (2022)                      | 211                |
| Saint-Biez-en-Belin  | 72268      | Biézois    | 9,27             | 709 (2022)                        | 76                 |
| Saint-Ouen-en-Belin  | 72306      | Audoniens  | 15,14            | 1 325 (2022)                      | 88                 |
| Teloché              | 72350      | Télochéens | 22,79            | 3 043 (2022)                      | 134                |

### Démographie
| 1968   | 1975   | 1982   | 1990   | 1999   | 2010   | 2015   | 2022   |
| ------ | ------ | ------ | ------ | ------ | ------ | ------ | ------ |
| 11 239 | 12 767 | 14 226 | 15 194 | 16 135 | 19 110 | 19 461 | 19 462 |

## Administration

### Siège
Le siège de la communauté de communes est situé à Écommoy.

### Les élus
Le conseil communautaire de la communauté de communes se compose de 27 conseillers, élus pour une durée de six ans.
Ils sont répartis comme suit :
| Nombre de conseillers | Communes                            |
| --------------------- | ----------------------------------- |
| 7                     | Écommoy                             |
| 6                     | Laigné-Saint-Gervais                |
| 5                     | Moncé-en-Belin                      |
| 4                     | Teloché                             |
| 2                     | Marigné-Laillé, Saint-Ouen-en-Belin |
| 1 (+1 suppléant)      | Saint-Biez-en-Belin                 |

### Présidence
À l'issue des élections municipales et communautaires de 2020, le conseil communautaire de la communauté des communes a réélu comme présidente Nathalie Leroy-Duprey.
| Période      | Période    | Identité                                   | Étiquette | Qualité                                                                        |
| ------------ | ---------- | ------------------------------------------ | --------- | ------------------------------------------------------------------------------ |
| janvier 1994 | avril 2001 | François Jacob                             | RPR       | Maire d'Écommoy (1983 → 2001) Conseiller général d'Écommoy (1982 → 2008)       |
| avril 2001   | avril 2014 | Michel Freslon                             | PS        | Maire de Moncé-en-Belin (1989 → 2014)                                          |
| avril 2014   | En cours   | Nathalie Dupont puis Nathalie Leroy-Duprey | DVD       | Maire de Laigné-en-Belin (2008 → 2024) Maire de Laigné-Saint-Gervais (2025 → ) |

La communauté de communes édite plusieurs fois par an un magazine d'information nommé L'Orée de Bercé Bélinois.

### Régime fiscal et budget
Le régime fiscal de la communauté de communes est la fiscalité professionnelle unique (FPU).